# Luis María Cazorla Prieto
Luis María Cazorla Prieto (Larache, Marruecos español, 1950) es doctor en Derecho, catedrático de Derecho Financiero y Tributario de la Universidad Rey Juan Carlos, abogado del Estado, letrado de las Cortes Generales e inspector de Servicios del Ministerio de Economía y Hacienda. En la actualidad ocupa el cargo de secretario general del consejo de administración de Bolsas y Mercados Españoles, entre otros.

## Historia
Nació en Larache en 1950, entonces parte del protectorado español de Marruecos. Su padre era abogado y militar. Es hermano de Soledad Cazorla Prieto, que fue Fiscal del Tribunal Supremo y la primera Fiscal de Sala contra la Violencia sobre la mujer, hasta su fallecimiento en 2015.
Es licenciado en Derecho por la Universidad Complutense de Madrid (1972) y doctor en Derecho con premio extraordinario por la misma Universidad (1981). En 1974, accedió al Cuerpo Superior de Abogados del Estado y, posteriormente, al Cuerpo de Letrados de las Cortes Generales, etapa durante la cual pasó a ser el primero en la historia parlamentaria española en simultanear los cargos de secretario general del Congreso de los Diputados (1982-1988) y letrado Mayor de las Cortes Generales (1983-1988), sustituyendo en este último a Fernando Garrido Falla. En 1981 pasó a ser inspector de los Servicios del Ministerio de Economía y Hacienda, siendo el número uno de su promoción.
En la actualidad es secretario general del consejo de administración de Bolsas y Mercados Españoles (sociedad propietaria de las Bolsas de Madrid, Barcelona, Valencia y Bilbao y demás mercados financieros españoles), vicepresidente del consejo de la editorial Aranzadi Thomson Reuters, siendo, además, tesorero de la Junta Directiva de dicha entidad, y es también, desde 2010, académico de número de la Real Academia de Jurisprudencia y Legislación. Asimismo, es catedrático de Derecho Financiero y Tributario de la Universidad Rey Juan Carlos, árbitro de la Corte Española de Arbitraje y del Tribunal de Arbitraje de la Contratación Pública (TACOP) y Socio director de Cazorla Abogados.
Luis María Cazorla cuenta con una dilatada trayectoria profesional. Ha ocupado, entre otros cargos, los de director general del Gabinete Técnico del Ministro de Hacienda (1979-1981), secretario de la Junta Electoral Central (1982-1988), miembro de la Comisión Jurídica del Comité Olímpico Internacional (1999-2002), vicepresidente primero del Comité Olímpico Español (2005-2007), y secretario general y del consejo de administración de Madrid 2012. 
Durante su larga experiencia profesional, ha publicado más de veintidós obras jurídicas y científicas. Entre los títulos más relevantes se distinguen: "El secreto bancario", Instituto de Estudios Fiscales, 1978. "Poder tributario y Estado contemporáneo", Instituto de Estudios Fiscales, 1981, con prólogo de Fernando Sáinz de Bujanda. "Las Cortes Generales: ¿Parlamento contemporáneo?", Civitas, 1985. "Las sociedades anónimas deportivas", Ediciones de Ciencias Sociales, 1990. "El Congreso de los Diputados (su significación actual)", Aranzadi, 1999. "Las llamadas leyes de acompañamiento presupuestario", Marcial Pons, 1998, con prólogo de Álvaro Rodríguez Bereijo. "Codificación contemporánea y técnica legislativa", Aranzadi, 1999, con prólogo de Aurelio Menéndez Menéndez. "Derecho Financiero y Tributario", Aranzadi, 2000. "Crisis económica y transformación del Estado", Thomson-Aranzadi, 2009, con prólogo de Manuel Olivencia Ruiz. "El Gobierno de la Globalización Financiera: Una Aproximación Jurídica", Aranzadi, Thomson-Reuters, 2010.
Destacan, además, sus libros: “La oratoria parlamentaria”, Espasa-Calpe, colección Austral, 1986, con prólogo de Francisco Ayala, y "El lenguaje jurídico", Thomson-Aranzadi, 2007, con prólogo de Eduardo García de Enterría.
También es autor de los libros de relatos "El proyecto de ley y once relatos más" y "Cuatro historias imposibles", y de la novela corta "Ni contigo ni sin ti". En 2007, llegó a ser finalista del premio internacional de novela “Javier Tomeo” con su obra "Cerca del límite". Además, ha publicado las novelas históricas "La ciudad del Lucus" (Editorial Almuzara, 2011), "El general Silvestre y la sombra del Raisuni" (Editorial Almuzara, 2013), y "Las semillas de Annual" (Editorial Almuzara, 2015), novelas que conforman una trilogía y que despliegan su trama en la zona del Protectorado español en Marruecos. 
Por último, a su extenso currículum hay que añadir que está en posesión de la Gran Cruz de San Raimundo de Peñafort, Gran Cruz del Mérito Aeronáutico y Medalla del Mérito Deportivo.